# Cursa Amstel Gold 2024
Cursa Amstel Gold 2024 a fost ediția a 58-a cursei de ciclism Cursa Amstel Gold, cursă de o zi. S-a desfășurat pe data de 14 aprilie 2024 și face parte din calendarul UCI World Tour 2024.

## Echipe participante
Întrucât Amstel Gold este un eveniment din cadrul UCI World Tour 2024, toate cele 18 echipe UCI au fost invitate automat și obligate să aibă o echipă în cursă. Șapte echipe profesioniste continentale au primit wildcard.

### Echipe UCI World
| - Alpecin–Deceuninck - Arkéa–B&B Hotels - Astana Qazaqstan Team - Team Bahrain Victorious - Bora–Hansgrohe - Cofidis - Decathlon–AG2R La Mondiale - DSM–Firmenich PostNL - EF Education–EasyPost | - Groupama–FDJ - Ineos Grenadiers - Intermarché–Wanty - Lidl–Trek - Movistar Team - Soudal–Quick-Step - Team Jayco–AlUla - Visma–Lease a Bike - UAE Team Emirates |  |

### Echipe continentale profesioniste UCI
| - Israel–Premier Tech - Lotto–Dstny - Q36.5 Pro Cycling Team - TDT–Unibet Cycling Team | - Team Flanders–Baloise - Tudor Pro Cycling Team - Uno-X Mobility |  |

## Rezultate
| \| Clasament general \| Clasament general \| Clasament general \| Clasament general \| Clasament general \| \| Ciclist \| Ciclist \| Echipă \| Timp \| \| \| ----------------- \| ----------------- \| -------------------------- \| ----------------- \| ----------------- \| \| 1. \| Thomas Pidcock \| Ineos Grenadiers \| 5h 58' 17" \| \| \| 2. \| Marc Hirschi \| UAE Team Emirates \| + 0" \| \| \| 3. \| Tiesj Benoot \| Team Visma \\| Lease a Bike \| + 0" \| \| \| 4. \| Mauri Vansevenant \| Soudal Quick-Step \| + 0" \| \| \| 5. \| Paul Lapeira \| Decathlon-AG2R La Mondiale \| + 0" \| \| \| 6. \| Valentin Madouas \| Groupama-FDJ \| + 0" \| \| \| 7. \| Bauke Mollema \| Lidl-Trek \| + 0" \| \| \| 8. \| Quentin Pacher \| Groupama-FDJ \| + 0" \| \| \| 9. \| Pello Bilbao \| Bahrain Victorious \| + 0" \| \| \| 10. \| Michael Matthews \| Team Jayco AlUla \| + 11" \| \| |                   |                            |            |
| |                   |                            |            |
| Source: ProCyclingStats |                   |                            |            |
| Clasament general |                   |                            |            |
| Ciclist | Ciclist           | Echipă                     | Timp       |
| 1. | Thomas Pidcock    | Ineos Grenadiers           | 5h 58' 17" |
| 2. | Marc Hirschi      | UAE Team Emirates          | + 0"       |
| 3. | Tiesj Benoot      | Team Visma \| Lease a Bike | + 0"       |
| 4. | Mauri Vansevenant | Soudal Quick-Step          | + 0"       |
| 5. | Paul Lapeira      | Decathlon-AG2R La Mondiale | + 0"       |
| 6. | Valentin Madouas  | Groupama-FDJ               | + 0"       |
| 7. | Bauke Mollema     | Lidl-Trek                  | + 0"       |
| 8. | Quentin Pacher    | Groupama-FDJ               | + 0"       |
| 9. | Pello Bilbao      | Bahrain Victorious         | + 0"       |
| 10. | Michael Matthews  | Team Jayco AlUla           | + 11"      |

## Legături externe
- en Site web oficial
- Cursa Amstel Gold 2024 – ProCyclingStats